# Mãn Giác
Mãn Giác (滿覺), 1052 – 1096, là một thiền sư Việt Nam thuộc đời thứ 8 của dòng thiền Vô Ngôn Thông. Sư nối pháp Thiền sư Quảng Trí và truyền tâm ấn lại cho đệ tử là Bản Tịnh. Với bài thơ "Cáo tật thị chúng", ông được nhiều người coi là một nhà thơ đại biểu của dòng văn thơ Lý – Trần.

## Gia thế và cơ duyên
Đại sư Mãn Giác tên tục là Nguyễn Trường (theo là Lý Trường 李長), cha là Hoài Tố làm chức Trung thơ Viên ngoại lang. 
Thiếu thời, Lý Nhân Tông thường mời con em các danh gia vào hầu hai bên, Nguyễn Tường nhờ nghe nhiều, nhớ kỹ học thông cả Nho, Thích nên được dự tuyển. Sau những lúc việc quan, Nguyễn Tường thường chú tâm vào Thiền học. Đến khi vua lên ngôi, vì rất mến chuộng nên vua Lý Nhân Tông ban cho Nguyễn Trường hiệu Hoài Tín.
Sau đó, Hoài Tín dâng biểu xin xuất gia, học với Thiền sư Quảng Trí và vân du khắp nơi. Sư là bậc lĩnh tụ pháp môn trong một thời, được vua Lý Nhân Tông cùng hoàng hậu hết sức kính nể và dựng chùa Giáo Nguyên thỉnh Sư làm trụ trì.
Năm 1096, cuối tháng 11, Sư gọi chúng đọc bài kệ, sau này được biết dưới tên Cáo tật thị chúng:
| Kệ rằng: 春去百花落 春到百花開 事逐眼前過 老從頭上來 莫謂春殘花落盡 庭前昨夜一枝梅 | Dịch: Xuân khứ bách hoa lạc Xuân đáo bách hoa khai Sự trục nhãn tiền quá Lão tòng đầu thượng lai Mạc vị xuân tàn hoa lạc tận Đình tiền tạc dạ nhất chi mai. | Thích Thanh Từ dịch thơ: Xuân đi trăm hoa rụng Xuân đến trăm hoa nở Trước mắt việc đi mãi Trên đầu, già đến rồi Chớ bảo xuân tàn hoa rụng hết Đêm qua – sân trước – một cành mai. |

Nói xong Sư ngồi kết già thị tịch, thọ 45 tuổi. Sau lễ hoả táng, xá lợi được thờ tại chùa Sùng Nghiêm, vua thuỵ hiệu là Mãn Giác.

## Bàn vềCáo tật thị chúng
Cáo tật thị chúng (Có bệnh bảo mọi người) trở thành một tác phẩm thi kệ nổi tiếng thời kỳ văn học Lý – Trần, một tuyên ngôn triết học ẩn ngữ dưới hình thức nghệ thuật văn chương. Bài thơ mượn cảnh thị tình, lấy tình "trực chỉ chân tâm" nhằm khai phóng nhân sinh.
Dùng tư duy trực giác để hình thành nên một biểu tượng, bài thơ bắt đầu từ chỗ miêu tả một thực tại, một hình ảnh đơn giản, sinh động: Khai, lạc của mai hoa (đào hoa, xuân hoa...) là cái nhãn tiền tự nhiên nhi nhiên: 
Xuân khứ bách hoa lạc / Xuân đáo bách hoa khai
Không có mới cũng chẳng có cũ, không có đi cũng chẳng có về; đáo hay khứ thực ra chỉ là một thực tại bị chia cắt thành những khái niệm mà chỉ cần khởi tâm trí tuệ thì bỗng dưng được con mắt sáng mà nhìn, mà nghe, mà cảm nhận cái thi vị của cuộc đời sau những tột cùng vô biên của sự phân chia, tách bạch.
Tự nhiên, có con mắt thứ nhất mở ra phía sau trước nhìn vào chốn sinh linh mà lời rằng: đừng bảo, đừng nói, đừng ngộ nhận, chớ lời, chớ chắc, chớ đoan... và còn con mắt thứ hai dành cho kẻ Xuân Thu biết vui thú du xuân bốn mùa sẽ có được:
Đình tiền tạc dạ nhất chi mai
Cùng với muôn vàn con mắt không phô diễn.
Một cành mai trước sân cũng khiến cho sự liên tưởng (của người đọc) đến tâm thế của kẻ như đứng một mình giữa trời đất mà rơi lệ trong Đăng U Châu đài ca (登幽州臺歌) của Trần Tử Ngang (陳子昂):
| 前不見古人 後不見來者 念天地之悠悠 獨愴然而涕下 | Tiền bất kiến cổ nhân Hậu bất kiến lai giả Niệm thiên địa chi du du Độc thương nhiên nhi thế hạ | Người trước chẳng thấy đâu Người sau càng mờ mịt Ngẫm trời đất vô cùng Riêng lòng đau (mà) lệ chảy |

thì bỗng dưng thấy con đường trung đạo cho thi thiền quả thật thênh thang vạn dặm:
Khứ (lạc, quá) ------------ nhất chi mai ------------đáo (khai, lai)
Đạo bản vô nhan sắc, nhưng ta (và người) thì có thể thấy được (nhất chi mai) kia là vật của đất trời, rỗng rang độc lập, hồn nhiên, như hữu sự mà như vô sự. Biết đâu lâu nay người sợ hãi là sợ cái có không không đối đãi, thì đây là vật chứng, là hiển nhiên của sinh diệt mà cũng là bất diệt. Cái giả hợp tất chịu đổi thay: còn trẻ răng trắng má hồng, lúc tuổi già răng long tóc bạc. Nhưng trong chỗ diệt diệt sinh sinh ấy có một thứ nhẩn nha ra ngoài sinh tử, và một lúc nào nhận diện được nhành mai trước sân thì tức là đang sống, đang vui đùa với ông Phật vĩnh cửu của chính mình. Tìm kiếm Phật ở bên ngoài thì cũng giống như cá chép tranh nhau nhảy ở Vũ Môn, muôn đời làm sao hóa rồng được (?!)
Chân tánh là vô tánh. Tử – sanh chẳng nói.
Vì "không hoa, mặc bướm để lòng chi"?